# Mistrzostwa Europy w Lekkoatletyce 2018 – bieg na 100 m kobiet
Bieg na 100 m kobiet – jedna z konkurencji biegowych rozgrywanych podczas lekkoatletycznych mistrzostw Europy na Stadionie Olimpijskim w Berlinie.
Tytułu sprzed dwóch lat nie obroniła Holenderka Dafne Schippers.

## Terminarz
| Data       | Godzina |              |
| ---------- | ------- | ------------ |
| 6 sierpnia | 17:45   | Kwalifikacje |
| 7 sierpnia | 19:05   | Półfinały    |
| 7 sierpnia | 21:30   | Finał        |

## Rekordy
|                                        | Zawodniczka              | Wynik | Miejsce      | Data                  |
| -------------------------------------- | ------------------------ | ----- | ------------ | --------------------- |
| Rekord świata                          | Florence Griffith-Joyner | 10,49 | Indianapolis | 16 lipca 1988(dts)    |
| Rekord Europy                          | Christine Arron          | 10,73 | Budapeszt    | 19 sierpnia 1998(dts) |
| Rekord mistrzostw Europy               | Christine Arron          | 10,73 | Budapeszt    | 19 sierpnia 1998(dts) |
| Najlepszy wynik na świecie w 2018 roku | Marie Josée Ta Lou       | 10,85 | Doha         | 4 maja 2018(dts)      |
| Najlepszy wynik w Europie w 2018 roku  | Dina Asher-Smith         | 10,92 | Oslo         | 7 czerwca 2018(dts)   |

## Rezultaty

### Eliminacje
Z biegu w eliminacjach zwolnione zostały zawodniczki plasujące się w czołowej "12" list europejskich w sezonie 2018.

Awans: Trzy najszybsze zawodniczki z każdego biegu (Q) oraz cztery z najlepszymi czasami wśród przegranych (q).

Źródło: european-athletics.org
| Miejsce | Bieg | Tor | Zawodniczka                  | Reprezentacja   | Czas  | Uwagi |
| ------- | ---- | --- | ---------------------------- | --------------- | ----- | ----- |
| 1.      | 2    | 9   | Lisa-Marie Kwayie            | Niemcy          | 11,30 | Q     |
| 2.      | 2    | 2   | Ewa Swoboda                  | Polska          | 11,33 | Q     |
| 3.      | 3    | 4   | Ajla Del Ponte               | Szwajcaria      | 11,39 | Q     |
| 4.      | 1    | 1   | Ezinne Okparaebo             | Norwegia        | 11,44 | Q     |
| 5.      | 3    | 6   | Phil Healy                   | Irlandia        | 11,44 | Q     |
| 6.      | 2    | 4   | Naomi Sedney                 | Holandia        | 11,45 | Q     |
| 7.      | 3    | 5   | Inna Eftimova                | Bułgaria        | 11,45 | Q     |
| 8.      | 2    | 5   | Daryll Neita                 | Wielka Brytania | 11,48 | q     |
| 9.      | 1    | 2   | Salomé Kora                  | Szwajcaria      | 11,48 | Q     |
| 10.     | 1    | 5   | Marije van Hunenstijn        | Holandia        | 11,48 | Q     |
| 11.     | 2    | 7   | Lorène Bazolo                | Portugalia      | 11,51 | q     |
| 12.     | 1    | 8   | Anna Bongiorni               | Włochy          | 11,53 | q     |
| 13.     | 3    | 1   | Irene Siragusa               | Włochy          | 11,61 | q     |
| 14.     | 3    | 3   | Diana Vaisman                | Izrael          | 11,61 |       |
| 15.     | 3    | 2   | Klára Seidlová               | Czechy          | 11,63 |       |
| 16.     | 3    | 8   | Rafaela Spanudaki-Chadziriga | Grecja          | 11,63 |       |
| 17.     | 1    | 4   | Gina Akpe-Moses              | Irlandia        | 11,63 |       |
| 18.     | 2    | 3   | Cristina Lara                | Hiszpania       | 11,65 |       |
| 19.     | 2    | 8   | Alexandra Tóth               | Austria         | 11,69 |       |
| 20.     | 3    | 7   | Helene Rønningen             | Norwegia        | 11,70 |       |
| 21.     | 1    | 9   | María Isabel Pérez           | Hiszpania       | 11,70 |       |
| 22.     | 2    | 6   | Anasztázia Nguyen            | Węgry           | 11,72 |       |
| 23.     | 2    | 1   | Karolina Deliautaitė         | Litwa           | 11,75 |       |
| 24.     | 1    | 3   | Marie-Charlotte Gastaud      | Monako          | 13,59 |       |
| 25.     | 1    | 7   | Chrystyna Stuj               | Ukraina         | 42,66 |       |
| 26 !    | 1    | 6   | Olivia Fotopoulou            | Cypr            | DSQ   | 162.8 |

### Półfinały
Awans: Dwie najszybsze zawodniczki z każdego biegu (Q) oraz dwie z najlepszymi czasami wśród przegranych (q).

Źródło: european-athletics.org
| Miejsce | Bieg | Tor | Zawodniczka            | Reprezentacja   | Czas  | Uwagi    |
| ------- | ---- | --- | ---------------------- | --------------- | ----- | -------- |
| 1.      | 1    | 3   | Dina Asher-Smith       | Wielka Brytania | 10,93 | Q        |
| 2.      | 1    | 5   | Gina Lückenkemper      | Niemcy          | 10,98 | Q, EU23R |
| 3.      | 3    | 3   | Dafne Schippers        | Holandia        | 11,05 | Q        |
| 4.      | 3    | 6   | Jamile Samuel          | Holandia        | 11,10 | Q,       |
| 5.      | 2    | 3   | Mujinga Kambundji      | Szwajcaria      | 11,14 | Q        |
| 5.      | 3    | 5   | Imani-Lara Lansiquot   | Wielka Brytania | 11,14 | q        |
| 7.      | 3    | 4   | Carolle Zahi           | Francja         | 11,16 | q        |
| 8.      | 2    | 5   | Orlann Ombissa-Dzangue | Francja         | 11,20 | Q        |
| 9.      | 2    | 4   | Tatjana Pinto          | Niemcy          | 11,26 |          |
| 10.     | 2    | 6   | Daryll Neita           | Wielka Brytania | 11,27 |          |
| 11.     | 2    | 8   | Ewa Swoboda            | Polska          | 11,30 |          |
| 12.     | 1    | 4   | Orphée Neola           | Francja         | 11,33 |          |
| 13.     | 1    | 6   | Kryscina Cimanouska    | Białoruś        | 11,34 |          |
| 14.     | 3    | 2   | Lisa-Marie Kwayie      | Niemcy          | 11,36 |          |
| 15.     | 3    | 7   | Salomé Kora            | Szwajcaria      | 11,36 |          |
| 16.     | 3    | 8   | Ezinne Okparaebo       | Norwegia        | 11,37 |          |
| 17.     | 1    | 8   | Ajla Del Ponte         | Szwajcaria      | 11,38 |          |
| 18.     | 1    | 7   | Naomi Sedney           | Holandia        | 11,42 |          |
| 19.     | 3    | 1   | Lorène Bazolo          | Portugalia      | 11,46 |          |
| 20.     | 1    | 1   | Phil Healy             | Irlandia        | 11,46 |          |
| 21.     | 2    | 2   | Marije van Hunenstijn  | Holandia        | 11,49 |          |
| 22.     | 2    | 1   | Inna Eftimova          | Bułgaria        | 11,52 |          |
| 23.     | 2    | 7   | Irene Siragusa         | Włochy          | 11,60 |          |
| 24.     | 1    | 2   | Anna Bongiorni         | Włochy          | 11,62 |          |

### Finał
Źródło: european-athletics.org
| Pozycja | Tor | Zawodniczka            | Reprezentacja   | Czas  | Uwagi  |
| ------- | --- | ---------------------- | --------------- | ----- | ------ |
| 01 !    | 5   | Dina Asher-Smith       | Wielka Brytania | 10,85 | =WL    |
| 02 !    | 6   | Gina Lückenkemper      | Niemcy          | 10,98 | =EU23R |
| 03 !    | 3   | Dafne Schippers        | Holandia        | 10,99 | SB     |
| 4.      | 4   | Mujinga Kambundji      | Szwajcaria      | 11,05 |        |
| 5.      | 7   | Jamile Samuel          | Holandia        | 11,14 |        |
| 6.      | 2   | Imani-Lara Lansiquot   | Wielka Brytania | 11,14 |        |
| 7.      | 1   | Carolle Zahi           | Francja         | 11,20 |        |
| 8.      | 8   | Orlann Ombissa-Dzangue | Francja         | 11,29 |        |